# Budówko
Budówko (kaszb. Bùdówkò, niem. Budower Mühle) – osada w Polsce, w województwie pomorskim, w powiecie słupskim, w gminie Dębnica Kaszubska.
Do 2023 miejscowość była przysiółkiem wsi Budowo.
Miejscowość wchodzi w skład sołectwa Budowo. Znajdują się tu pozostałości po dawnym młynie wodnym jak również IX-wiecznego grodziska obronnego. W roku 2002 mieszkało tu jeszcze 2 mieszkańców.
W latach 1975–1998 miejscowość administracyjnie należała do województwa słupskiego.

## Nazwa
Nazwa miejscowości jest tzw. chrztem nazewniczym i ma charakter pseudotopograficzny-relacyjny. Powstała przez zdrobnienie nazwy miejscowej Budowo formantem -k-. Pierwotna niemiecka nazwa Budower Mühle ma charakter relacyjno-kulturowy i jest zestawieniem dwóch członów: przymiotnika budower „budowski” i nazwy pospolitej Mühle „młyn”.
Rada Języka Kaszubskiego proponuje opartą na polskiej kaszubską formę nazwy Bùdówkò.